# 小行星4773
小行星4773（英語：4773 Hayakawa）是一颗围绕太阳公转的小行星。1989年11月17日，圓館金、渡邊和郎在北见发现了此天体。
这颗小行星的绝对星等为62.5316005387654等。